# St. Leon

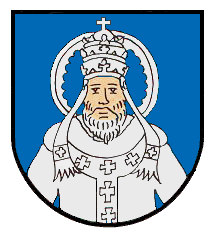
Wappen von St. Leon

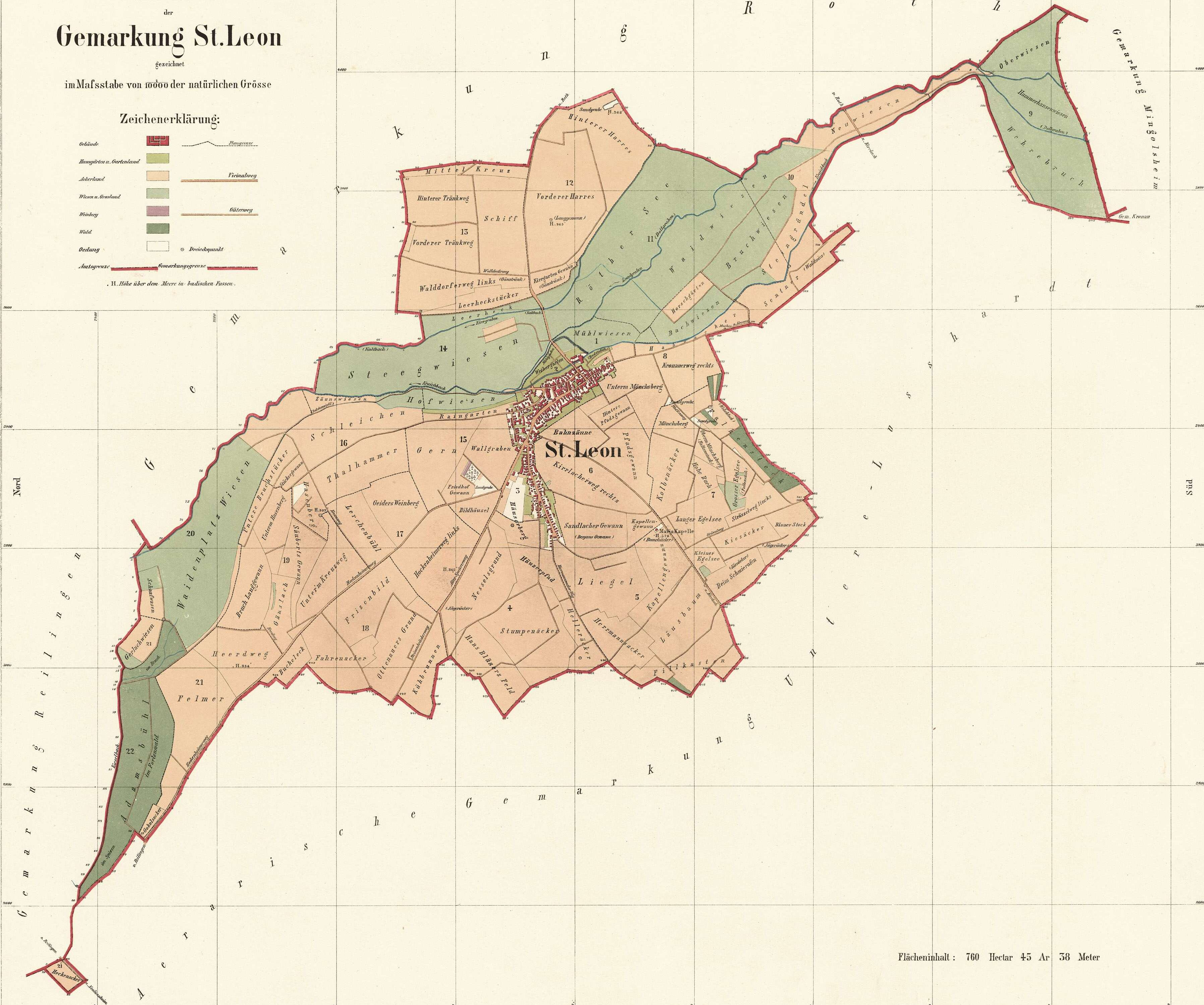
Gemarkung St. Leon, Stand 1876

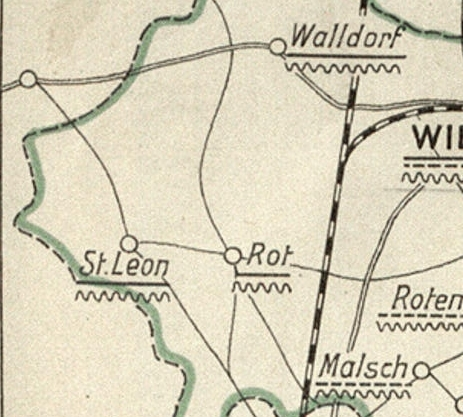
Kulturdenkmale in St. Leon und Rot (1909)

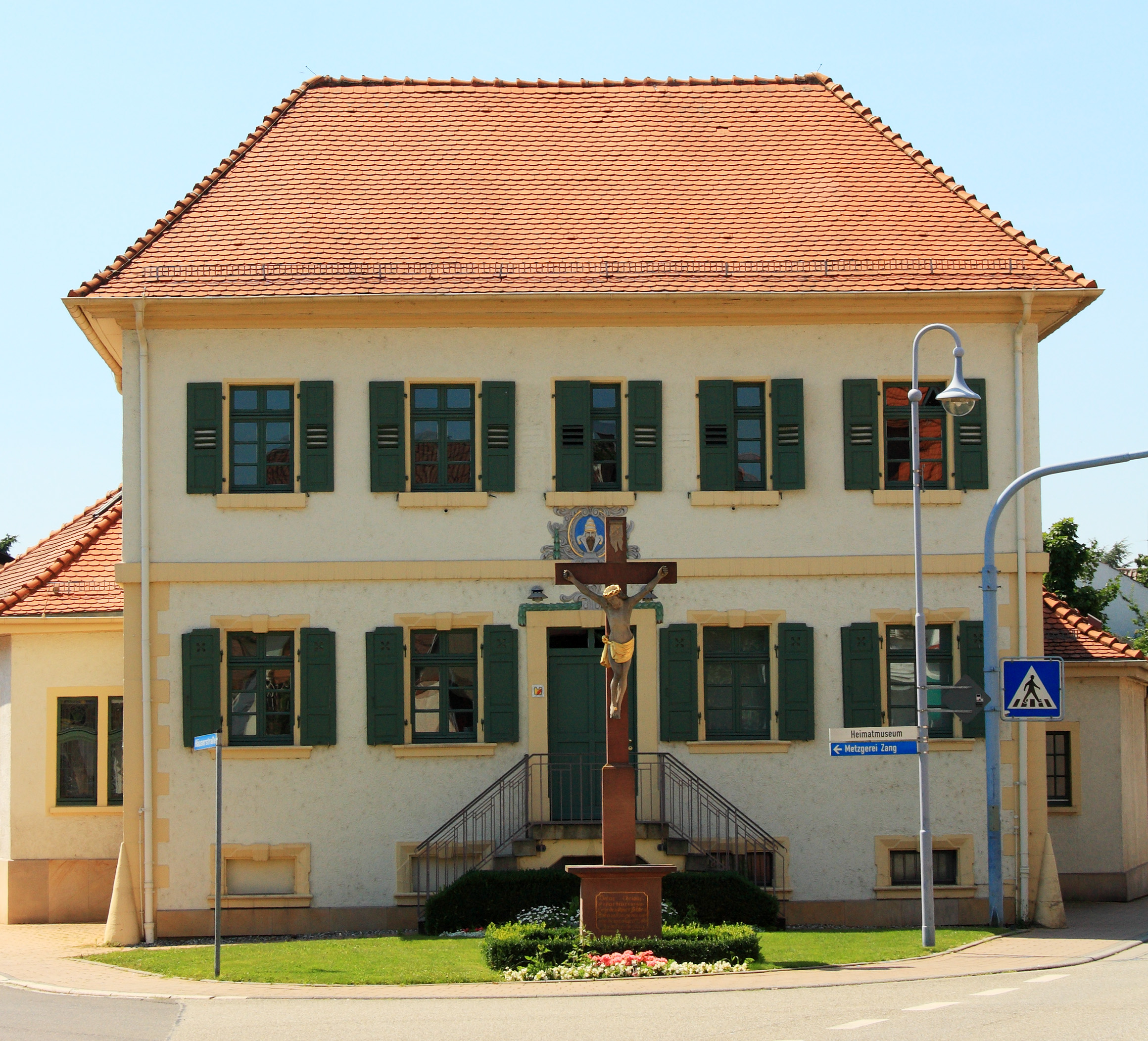
Altes Rathaus von St. Leon, heute Heimatmuseum

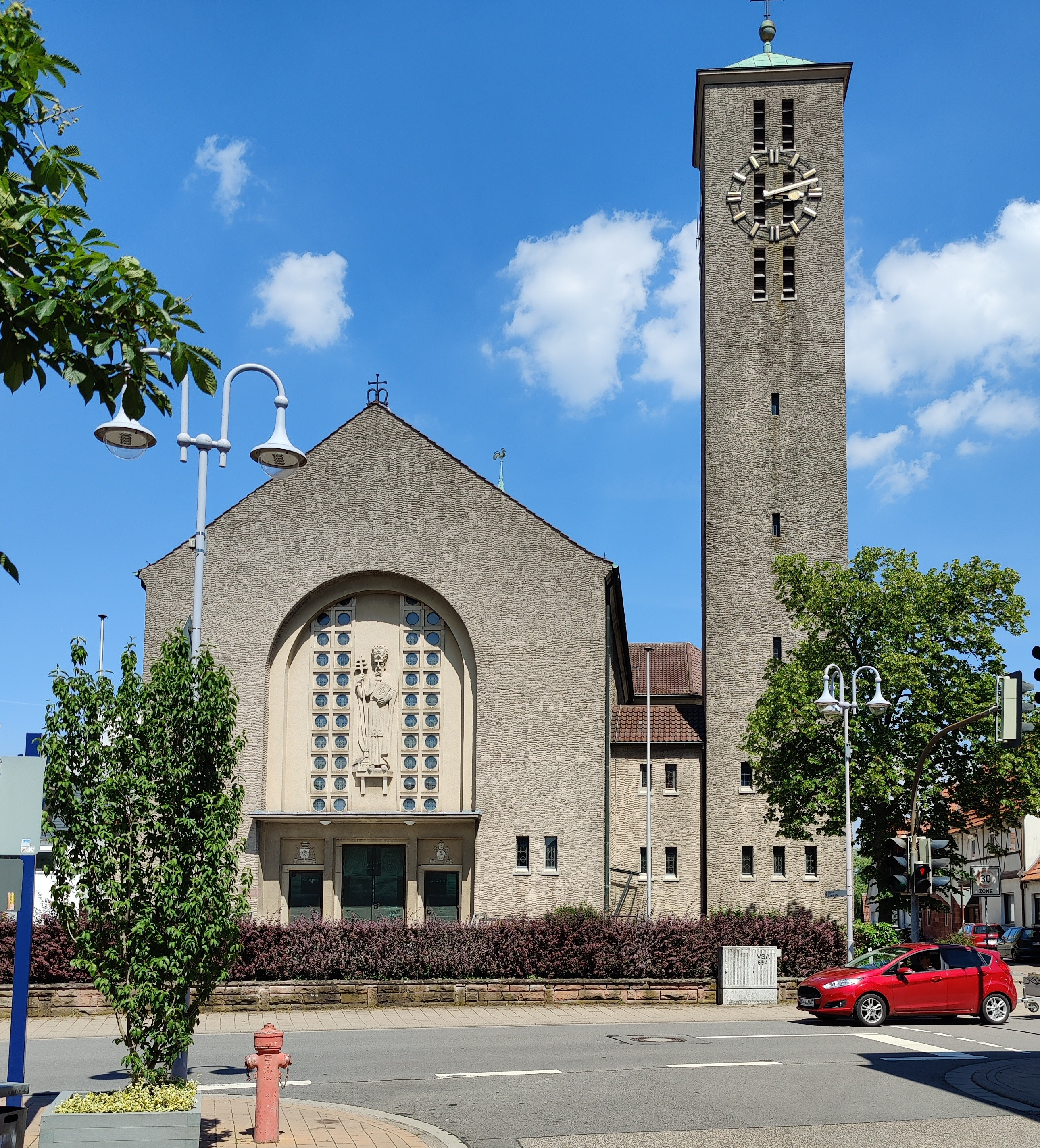
Katholische Kirche von St. Leon

St. Leon ist eine Ortschaft im Nordwesten von Baden-Württemberg. Es bildet heute den westlichen Teil der Gemeinde St. Leon-Rot im Rhein-Neckar-Kreis.

## Geographie
St. Leon liegt im Osten der Oberrheinischen Tiefebene am westlichen Rand der Niederung des Kraichbaches, der im Osten des historischen Ortskernes fließt. Die Umgebung von St. Leon ist weitgehend flach.
Benachbarte Gemeinden und Gemarkungen (auch ehemalige) sind, beginnend im Südosten und dann im Uhrzeigersinne, Bad Mingolsheim, Untere Lußhardt, Reilingen und Rot.

## Geschichte
St. Leon bildet einen Ausbauort des frühen Mittelalters. 853 wurde es urkundlich erstmals erwähnt als sanctum Leonem, was sich auf eine Niederlassung von Kanonikern bezieht, die sie nach Papst Leo benannten. Obwohl sie bald aufgegeben worden war, blieb der Name erhalten. Möglicherweise hatte sie zu einem Hof gehört, der im Zuge der Besiedlung der Lußhardt zu einem Dorf erweitert wurde. Seit 1157 wird es regelmäßig erwähnt. Hintergrund war, dass Günther, der Bischof von Speyer, es seinem Domstift zuteilte.
Ursprünglich ein zweiteiliges Straßendorf, die parallel zum Hochufer verlaufen, vergrößerte sich der Ort ab dem 19. Jahrhundert im Nordwesten in fächerformiger Form. In jüngerer Zeit kamen weitere Neubaugebiete im Süden und Südwesten bis zur Autobahn hinzu.

## Verwaltungszugehörigkeit
St. Leon gehörte zum Gebiet des Speyerer Hochstifts, wo es zum Amt Kislau, ab 1771 zum Amt Philippsburg zählte. Mit der Auflösung des Hochstifts 1803 fiel es an Baden.
In den ersten Jahren kam es dort zu einem mehrfachen Wechsel. Das speyrische Amt Philippsburg wurde zunächst der Landvogtei Michelsberg unterstellt. Sie wurde 1807 aufgelöst, das Bezirksamt Philippsburg wurde eigenständig. Es existierte bis 1864, dann kamen die meisten der Orte zum Bezirksamt Bruchsal. Lediglich St. Leon und Rot wurden dem Bezirksamt Wiesloch zugeteilt.
Auf das Amt Wiesloch folgten das Amt Kislau, das Stabsamt Rauenberg und letztlich 1810 das Bezirksamt Wiesloch. Es wurde 1938 aufgelöst, St. Leon dem Bezirksamt Heidelberg zugewiesen. Aus diesem ging 1939 der gleichnamige Landkreis hervor.

## Gemeinde
St. Leon hatte früher eine eigenständige Gemeinde gebildet, ein eigenes Rathaus wurde erstmals 1509 erwähnt. Im 18. Jahrhundert wurde ein neues erbaut, das Freitreppen zum Obergeschoss aufwies. Es wurde 1911 zur Erweiterung des Kirchplatzes abgerissen. Die Verwaltung kam daraufhin im ehemaligen bischöflichen Forstamt unter. Anfang 1974 wurde St. Leon mit Rot zu einer Gemeinde zusammengeschlossen.

## Verkehr
Durch St. Leon verläuft die Landesstraße 546, die Neulußheim im Westen mit Hoffenheim im Osten verbindet. Auf sie stößt im Ort die Kreisstraße 4152, die von Kirrlach im Südwesten kommt.

## Religiöses
In St. Leon steht die katholische Kirche unter Denkmalschutz.